# Da bin i daham
da bin i daham ist eine wöchentliche Magazinsendung, die auf Steiermark TV ausgestrahlt wird. Die Sendung behandelt aktuelle Themen aus der Steiermark (und darüber hinaus), versteht sich aber als Wohlfühlformat. Die Rubriken umfassen Events, Land und Leute, Kulinarik, Chronik, aktuelle Themen, Wohnen & Lifestyle etc.

## Sendung
Die Sendung behandelt aktuelle Themen aus der Steiermark (und darüber hinaus), versteht sich aber als Wohlfühlformat. Die Rubriken umfassen Events, Land und Leute, Kulinarik, Chronik, aktuelle Themen, Wohnen & Lifestyle etc.
Jede Folge hat eine Laufzeit von ca. 45 Minuten und umfasst bis zu 10 Beiträge.
Die Sendung "da bin i daham" wird von "Kernölamazone" Gudrun Nikodem-Eichenhardt und (seit Anfang 2024) Isabella Jan moderiert.

## Da bin i daham
da bin i daham ist der Name der (Haupt-)Sendung auf Steiermark TV, aber da bin i daham ist gleichzeitig der Slogan des steirischen TV-Senders und dabinidaham.tv ist die Website, über die das Live-Programm angesehen werden kann. Gleichzeitig ist steiermark.tv auch die Mediathek des Senders, in der komplette Sendungen, aber auch Einzelbeiträge abgerufen werden können.